# Jarosław (gemeente)
De gemeente Jarosław is een landgemeente in het Poolse woiwodschap Subkarpaten, in powiat Jarosławski.
De zetel van de gemeente is in Jarosławiu.
Op 30 juni 2004 telde de gemeente 12 669 inwoners.

## Oppervlakte gegevens
In 2002 bedroeg de totale oppervlakte van gemeente Jarosław 114,05 km², waarvan:
- agrarisch gebied: 86%
- bossen: 2%

De gemeente beslaat 11,08% van de totale oppervlakte van de powiat.

## Demografie
Stand op 30 juni 2004:
| Omschrijving                   | Totaal | Totaal | Vrouwen | Vrouwen | Mannen | Mannen |
| ------------------------------ | ------ | ------ | ------- | ------- | ------ | ------ |
| eenheid                        | aantal | %      | aantal  | %       | aantal | %      |
| inwoners                       | 12 669 | 100    | 6414    | 50,6    | 6255   | 49,4   |
| bevolkingsdichtheid (inw./km²) | 111,1  | 111,1  | 56,2    | 56,2    | 54,8   | 54,8   |

In 2002 bedroeg het gemiddelde inkomen per inwoner 1297,1 zł.

## Administratieve plaatsen (sołectwo)
Koniaczów, Kostków, Leżachów-Osada, Makowisko, Morawsko, Munina, Pełkinie, Sobiecin, Surochów, Tuczempy, Wola Buchowska, Wólka Pełkińska, Zgoda.

## Aangrenzende gemeenten
Chłopice, Jarosław, Laszki, Pawłosiów, Przeworsk, Radymno, Sieniawa, Tryńcza, Wiązownica